# Sósvertike
Sósvertike község Baranya vármegyében, a Sellyei járásban.

## Fekvése
Sellyétől néhány kilométerre délre fekszik, az Ormánság délnyugati részén. További szomszédai: délkelet felől Zaláta, délnyugat felől Drávasztára, nyugat felől pedig Drávaiványi.
A falu belterülete két nagyobb, egymással nagyjából párhuzamos utcából áll, ezek közül a főutca, helyi nevén a „nagysor” – ahol a református templom és a faluház is áll, és ahova a faluba vezető út is beérkezik – Petőfi Sándor, míg a másik, keskenyebb utca Kossuth Lajos nevét viseli. A két utca egy nagyobb füves területet fog közre, itt található a község futballpályája is.

### Megközelítése
Csak közúton érhető el, Sellye irányából, a várost Drávasztárával összekötő 5821-es útról leágazó 58 152-es számú mellékúton. A többi környező  településsel földutak kötik össze.
A települést 1970. decemberéig vasúton is meg lehetett közelíteni. Ekkor szűnt meg a forgalom az 1895.12.22.-én átadott 976. számú Sellye - Drávasztára-Zaláta - Slatina vasútvonalon.

## Idegen elnevezései
Horvátul két elnevezése ismert: a drávasztárai horvátok Vertigának, a felsőszentmártoni horvátok Vertikának nevezik a falut.

## Közélete

### Polgármesterei
- 1990–1994: Környei János (független)[4]
- 1994–1998: Kelemen Árpád (független)[5]
- 1998–2002: Kelemen Árpád (független)[6]
- 2002–2006: Kelemen Árpád (független)[7]
- 2006–2008: Kelemen Árpád (független)[8]
- 2009–2010: Böröcz Zsolt (független)[9]
- 2010–2014: Böröcz Zsolt (független)[10]
- 2014–2019: Böröcz Zsolt (Fidesz-KDNP)[11]
- 2019–2024: Böröcz Zsolt (Fidesz-KDNP)[12]
- 2024– : Böröcz Zsolt (Fidesz-KDNP)[1]

A településen 2009. február 8-án időközi polgármester-választást tartottak, az előző polgármester halála miatt.

## Népesség
A település népességének változása:
| Lakosok száma | 169  | 173  | 154  | 148  | 145  | 151  | 148  | 149  |
|               | 2013 | 2014 | 2015 | 2019 | 2021 | 2022 | 2023 | 2024 |

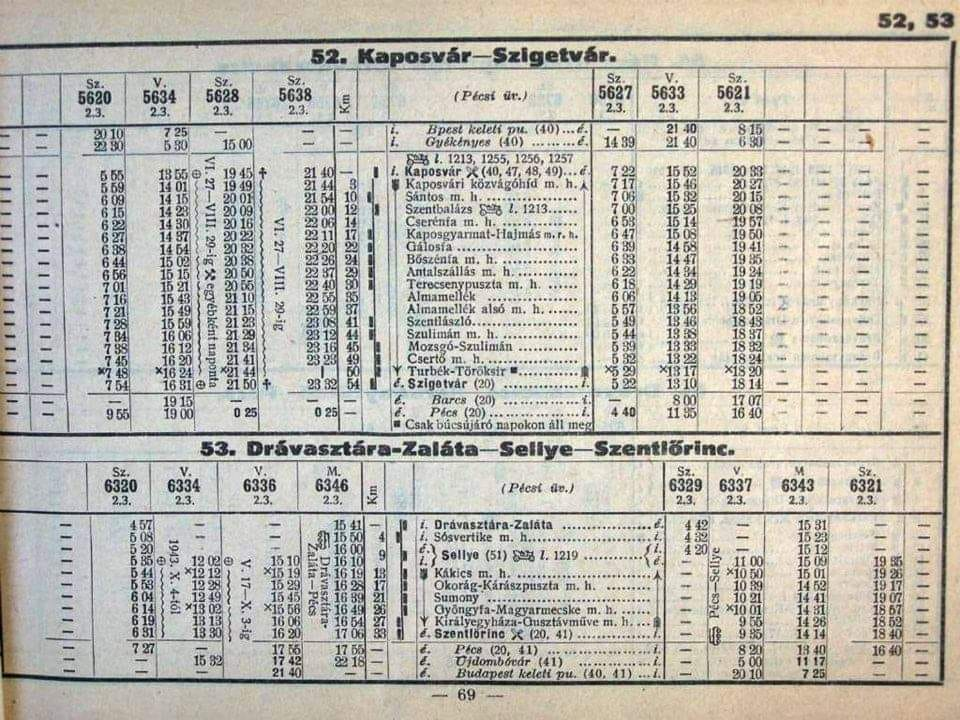
Sellye - Drávasztára-Zaláta vasúti menetrend

A 2011-es népszámlálás során a lakosok 99,4%-a magyarnak, 15% cigánynak, 6,9% horvátnak, 2,3% németnek mondta magát (a kettős identitások miatt a végösszeg nagyobb lehet 100%-nál). A vallási megoszlás a következő volt: római katolikus 83,2%, református 8,1%, felekezeten kívüli 6,4% (2,3% nem nyilatkozott).
2022-ben a lakosság 91,4%-a vallotta magát magyarnak, 36,4% cigánynak, 22,5% horvátnak, 1,3% németnek, 1,3% egyéb, nem hazai nemzetiségűnek (8,6% nem nyilatkozott; a kettős identitások miatt a végösszeg nagyobb lehet 100%-nál). Vallásuk szerint 4% volt római katolikus, 3,3% református, 67,5% egyéb katolikus, 9,3% felekezeten kívüli (15,9% nem válaszolt).

## Története
Az Árpád-kori település, Sósvertike (Vertike, Vertege) nevét az oklevelek 1322-ben említették először Wertegey alakban írva.
A település nevét egy 1322-es oklevélben szereplő vertikei nemes, Sztárai Pál serviens nevéből ismerjük.
A 20. század második felében mintegy húsz-huszonöt éven keresztül saját iskolája is volt a településnek, de az 1970-es évek vége óta ismét csak Sellyére járhatnak az itteni családok általános iskolás gyermekei. A mai aszfaltos út is csak valamikor az 1960-as évek körül épült ki a település és Sellye között.

## A település jelene
A környék településeinek többségével szemben Sósvertikén sok gyermek születik és nevelkedik, a fiatalok lakossági aránya magas. A munkanélküliség komoly gondot jelent a faluban, a munkaképes korú lakosság nagy hányadát sújtja; a legrosszabb helyzetű, mélyszegénységben élő családokat az önkormányzat pályázati források felhasználásával igyekszik segíteni, változó sikerrel. Érdekesség, hogy pár évvel ezelőtt néhány külföldi vállalkozó is fantáziát látott abban, hogy Sósvertikén telepedjenek le, őket rövid időn belül a lakosság is többé-kevésbé befogadta.